# Szabó János (honvédelmi miniszter)
Szabó János (Füzesabony, 1941. június 1.) magyar politikus, az első Orbán-kormány honvédelmi minisztere, egykori FKGP-s politikus.

## Élete, pályája
1941-ben született Füzesabonyban, vasutas család gyermekeként. Római katolikus. Füzesabony díszpolgára. Egerben a Dobó István gimnáziumban tanult, 1956-ban gimnazistaként részt vett a helyi tüntetésen. 
1960-ban költözött Budapestre. 1965-ben az Eötvös Loránd Tudományegyetem Állam- és Jogtudományi Karon végzett, majd négy évig ügyészként dolgozott. 1971-től termelőszövetkezetekben jogtanácsosként működött. 
1978-ban nősült, felesége Nagy Dalma óvónő, gyermekei Dalma (1979), János (1980-82), Elvira (1985). 
1993-ban belépett a Független Kisgazdapártba, 1994-ben lett annak országos főtitkára. A Fővárosi Közgyűlésben az FKGP frakcióját vezette 1994-1996 között. Az 1994-es országgyűlési választáson pártja országos listáján indult, de nem szerzett mandátumot. 1997 decemberében párttársa, Rott Nándor elhunyt, helyére pedig Szabót hívták meg az országgyűlésbe. Az 1998-as választásokon szintén az FKGP országos listáján indult, ahonnan ezúttal mandátumot is nyert. 
A parlamentben az alakuló első Orbán-kormány honvédelmi minisztere lett, tisztségét a kormány mandátumának lejártáig megtartotta. A 2002-es választást követően nyugdíjba ment, és visszavonult a politikai élettől. A Budapest II. kerületi kisgazda szervezetnek most is tagja.